# Голубея
Голубея (рос. Голубея) — присілок в Дубровському районі Брянської області Російської Федерації.
Населення становить 45 осіб. Входить до складу муніципального утворення Рековицьке сільське поселення.

## Історія
Від 2005 року входить до складу муніципального утворення Рековицьке сільське поселення.

## Населення
| 2010 | 2013 |
| ---- | ---- |
| 49   | ↘45  |